# 아센 요새
아센 요새(Асенова крепост)는 불가리아 로도피산맥 아세노브그라드에 속한 요새이다.